# WAGO
 (avril 2019).
Si vous disposez d'ouvrages ou d'articles de référence ou si vous connaissez des sites web de qualité traitant du thème abordé ici, merci de compléter l'article en donnant les références utiles à sa vérifiabilité et en les liant à la section « Notes et références ».

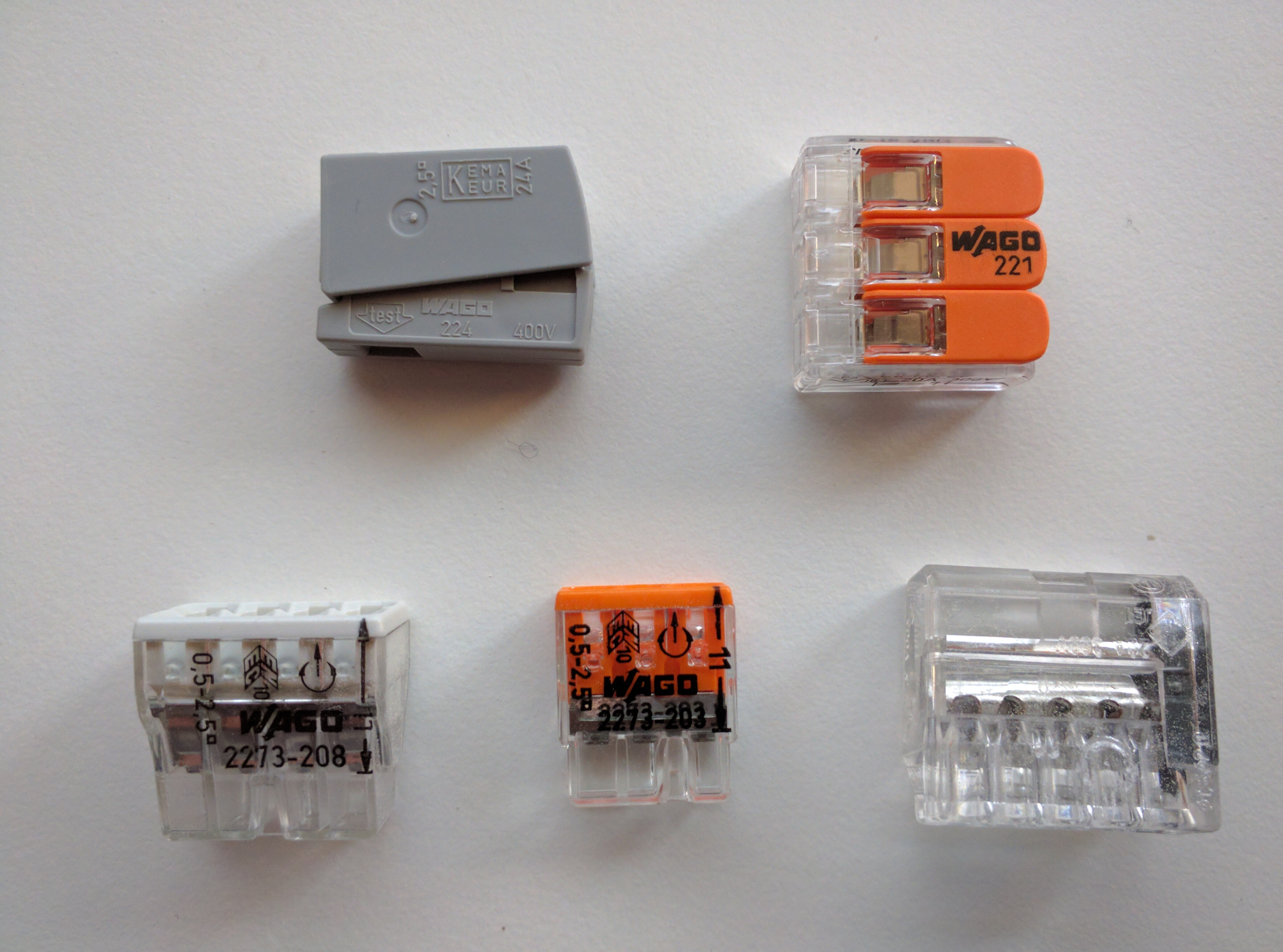
Différents types de connecteurs WAGO

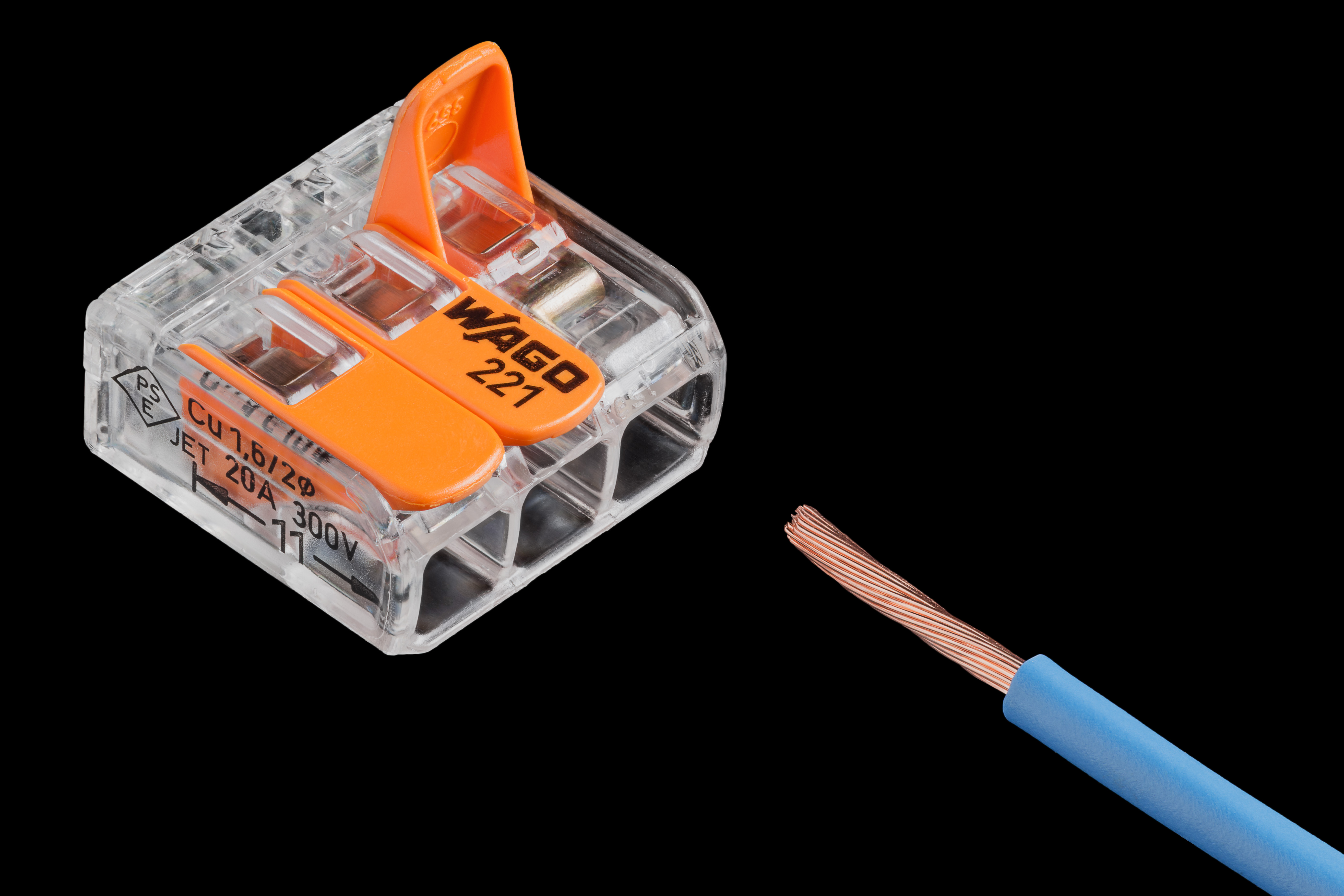
Connecteur WAGO 221-413

WAGO est un groupe allemand fabriquant des bornes pour appareillage électrique et le bâtiment, et des composants pour automatismes.

## Histoire
L'entreprise a été fondée en 1951 en tant qu'entreprise familiale et conduite longtemps par le partenaire Wago-Gruppe, Wolfgang Hohorst. L'entreprise a été certifiée ISO 14001 en 2004. Elle comporte 8 600 employés, dont environ 4 000 en Allemagne.

### Implantations en Allemagne
Site de production de Minden
- Fondée en : 1951
- Site principal du groupe WAGO : gestion des affaires, centre de développements, distribution et Route de l'Industrie 19 - 1564 Domdidier

- Fondée en : 1977
- Production de bornes pour circuits imprimés, Produits selon spécification du client
- Effectifs : > 500
- Surface des bureaux et de la production : 15 600 m2

### Implantation en France
Site principal WAGO Contact France

83 rue des Chardonnerets

95947 Roissy CDG (Tremblay-en-France)
- Fondée en 1971
- Production de système de précâblage pour automates, assemblages spécifiques, boîtes pré-équipées
- Effectifs : plus de 150
- Surface des bureaux et de la production : 2 600 m2
- Dispose d'un bureau d'études et d'un atelier d'assemblage et de production
- Agences secondaires : Lyon, Nantes, Toulouse, Nancy

### Autres usines
L'entreprise possède des usines dans les pays suivants :
- Pologne
- États-Unis
- Chine
- Inde
- Japon.

WAGO est réparti dans le monde entier en 28 sociétés, 9 sites de production, ainsi que des représentations commerciales libres et a réalisé en 2006 un chiffre d'affaires mondial de 386 millions d'euros consolidé.

## Activités
Les champs d'activité se subdivisent en bornes pour appareillage électrique et en automatismes. WAGO est surtout connu pour être parmi les premiers à commercialiser les bornes à ressorts, sans vis donc, qui permet d'avoir un contact permanent sur le fil électrique.

### Produits en automatismes
La naissance des produits dit « électroniques » chez WAGO date de 1995. Là est signé un partenariat avec l'entreprise d'électronique allemande Beckhoff, qui a besoin d'un spécialiste en bornes pour ses cartes d'entrées sorties d'automate. WAGO fournit donc son savoir-faire. En contrepartie, Beckhoff donnera son savoir-faire en électronique au bout de six ans. C'est donc en 2001 que WAGO sort ses automates qui ont un look similaire. À partir de cette date, WAGO développe de son côté ses produits qui n'ont en commun que le bus interne de dialogue : le K-Bus.
Le principe de WAGO en automatisme est de vouloir coller au plus près des besoins des automaticiens en proposant des produits compatibles avec d'autres marques. WAGO ne s'appuie que sur des protocoles existants, qui appartiennent soit à une marque, soit au monde libre, comme CANopen par exemple.
À son catalogue, WAGO a deux types d'automates :
- les « coupleurs » qui n'ont aucune autonomie, et sont plutôt considérés comme des entrées sorties déportées
- les « contrôleurs » qui sont de vrais automates programmables grâce au logiciel allemand CoDeSys ; ces automates, comme la plupart des automates actuels, utilisent le langage de programmation CEI 61131-3 qui a l'avantage d'être indépendant d'une marque.